# توقيت لاوس
يُحدد الوقت في لاوس بتوقيت الهندي (ICT) (ت ع م+07:00). لا تتبع لاوس التوقيت الصيفي حالياً. تشترك لاوس في نفس المنطقة الزمنية مع كمبوديا وتايلاند وفيتنام وجزيرة الكريسماس وغرب إندونيسيا.